# Robert-Jan Smits

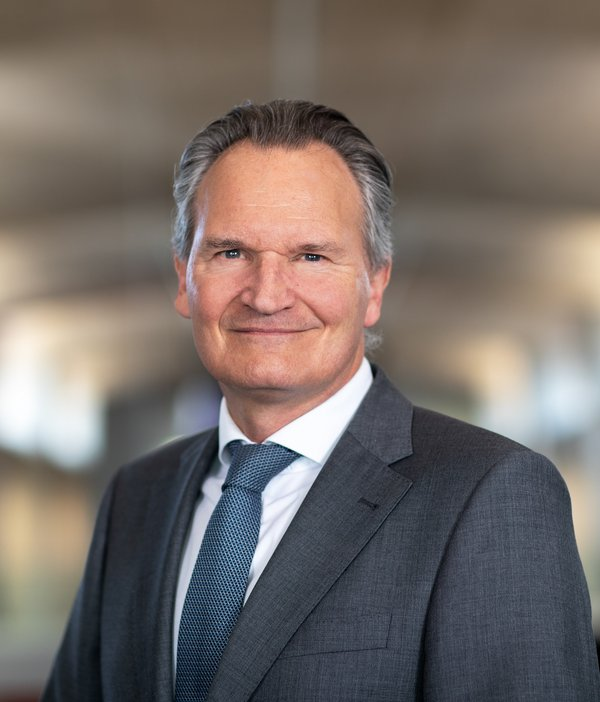
Robert-Jan Smits, voorzitter van het College van Bestuur van de TU Eindhoven

Robert-Jan Smits (Waalwijk, 1958) is voorzitter van het College van Bestuur van de Technische Universiteit Eindhoven. Hiervoor was hij directeur-generaal Research and Innovation bij de Europese Commissie.
Smits was betrokken bij de totstandkoming van het grootschalige onderzoek- en ontwikkelingsprogramma Horizon 2020. Dit was tussen 2014 en 2020 een subsidieprogramma met een budget van bijna 80 miljard om onderzoek en innovatie binnen de EU te stimuleren.
Daarnaast speelde Smits een rol bij de realisatie van Het Europese Plan S, dat ervoor moest zorgen dat alle publiekelijk gefinancierde wetenschappelijke publicaties beschikbaar zijn in Open Access. Het wetenschappelijk tijdschrift Nature noemt hem in Nature's 10 "the architect of this year’s bold push to get rid of paywalls in science publishing."

## Opleiding en vroege carrière
Smits werd in 1958 in Waalwijk geboren. Hij studeerde aan de Universiteit Utrecht, het Graduate Institute of International and Development Studies in Zwitserland en de Fletcher School of Law & Diplomacy in de Verenigde Staten.
Na zijn studie werkte Smits van 1985 tot 1989 voor het Ministerie van Economische Zaken. Hij vertrok in 1989 om bij de Europese Commissie te gaan werken.

## Europese Commissie

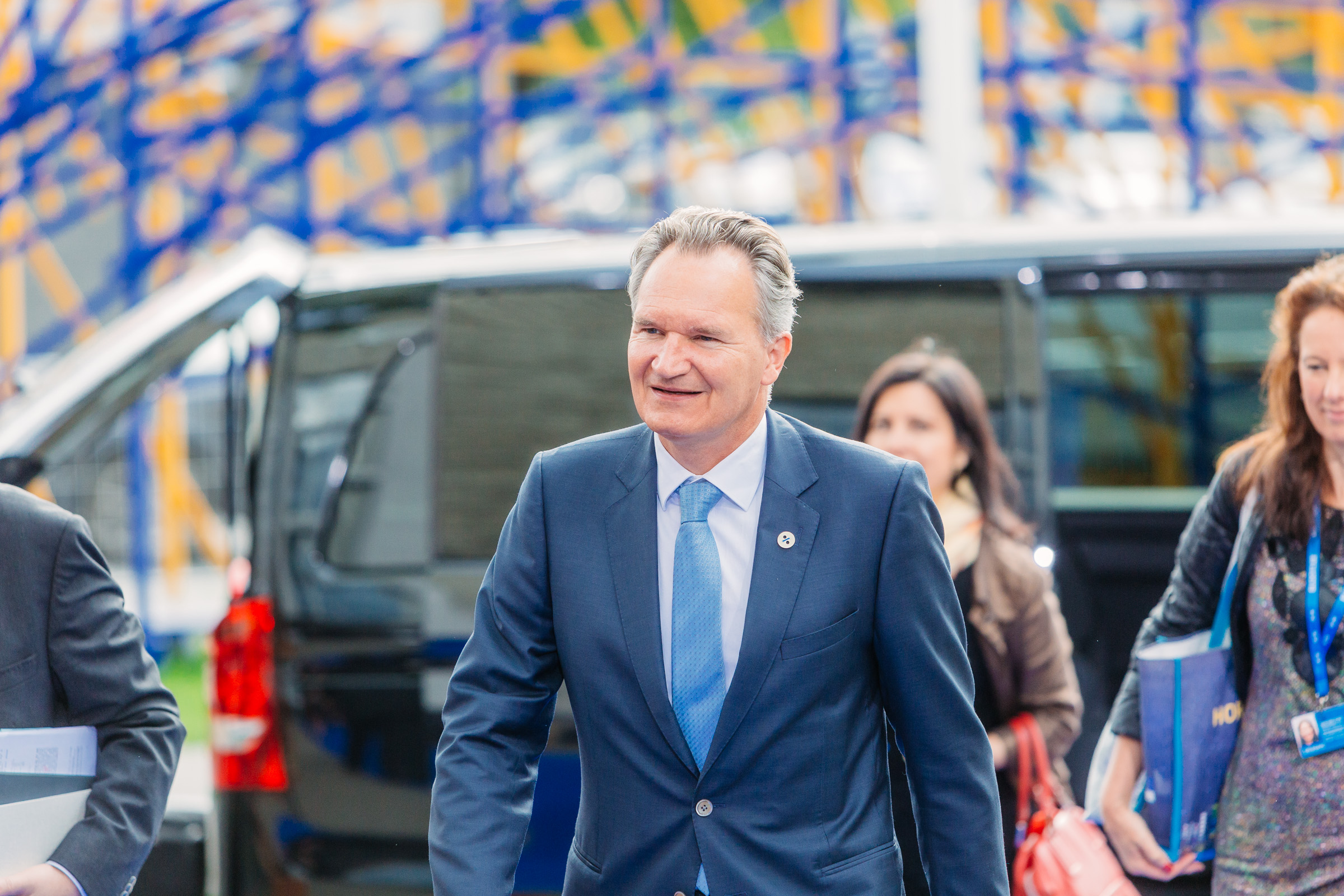
Smits als directeur-generaal Research and Innovation bij de Europese Commissie

Van juli 2010 tot februari 2018 was Smits directeur-generaal Research and Innovation (RTD) bij de Europese Commissie. Als directeur-generaal was hij verantwoordelijk voor het vaststellen en uitvoeren van het EU-beleid en de programma's op het gebied van onderzoek en innovatie.
Smits stond aan de basis van Horizon 2020, een EU-programma voor onderzoek en innovatie dat tussen 2014 en 2020 80 miljard euro aan financiering bood. Dit programma werd opgevolgd door Horizon Europe. Smits speelde een belangrijke rol bij de vormgeving van Horizon Europe.
Daarnaast was Smits nauw betrokken bij de ontwikkeling van de European Research Council (ERC), de Europese Onderzoeksruimte (ERA) en het European Strategy Forum on Research Infrastructures.

## Plan S en Open Access

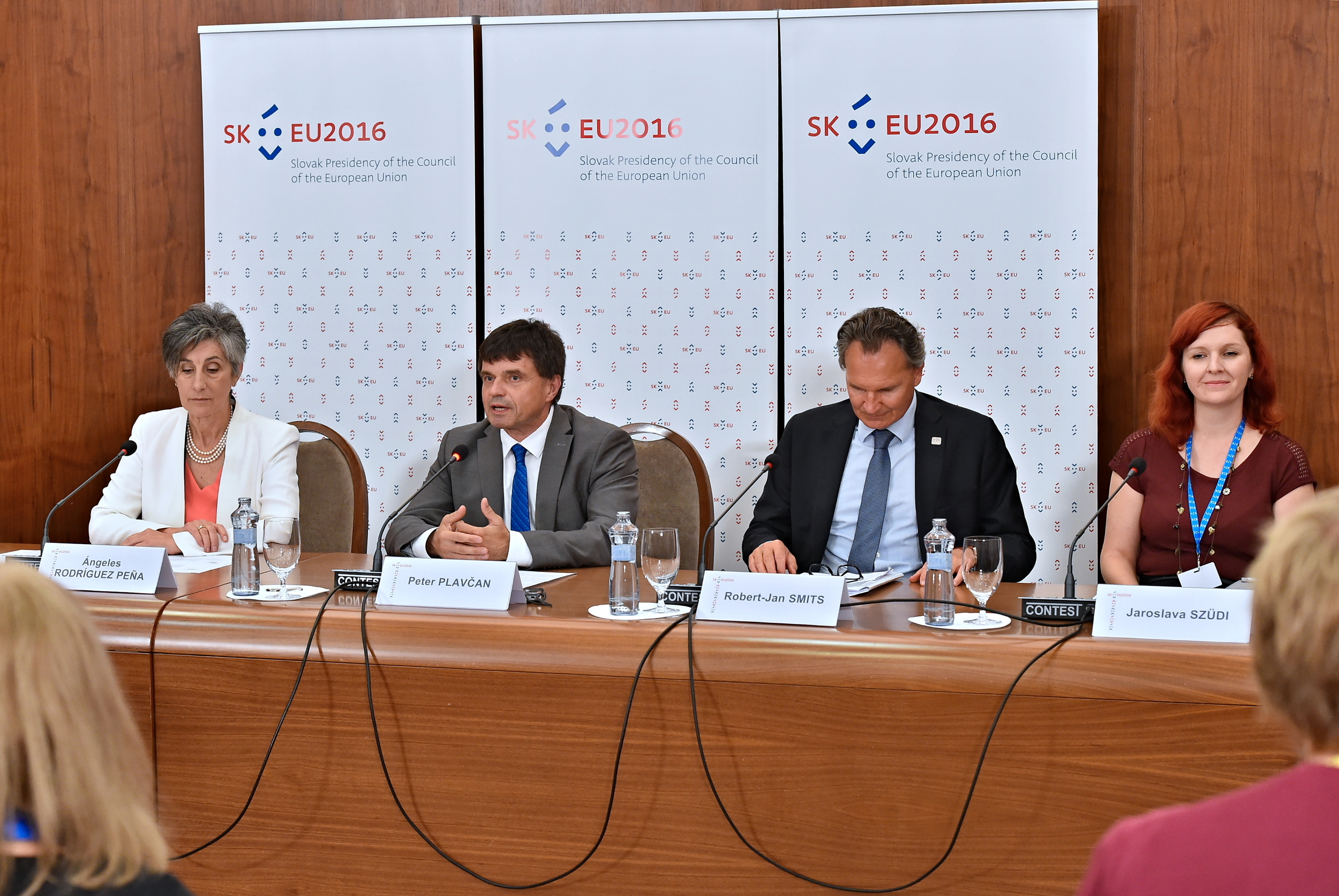
Robert-Jan Smits (tweede van rechts) tijdens een persconferentie van de European Cooperation in Science and Technology (COST)

In 2018, zijn laatste jaar in Brussel, was Smits Open Access Envoy van de Europese Commissie. Hij moest ervoor zorgen dat academische publicaties die voortkomen uit publiek gefinancierd onderzoek breed beschikbaar en toegankelijk zouden zijn via Open Access. Later dat jaar mondde dat uit in Plan S (Shock). Kort samengevat wilde Smit met Plan S dat onderzoek gefinancierd met publiek geld direct beschikbaar wordt gesteld, zonder betaalmuur en zonder embargo]. In 2022 publiceerde hij samen met Rachel Pells het boek ‘Plan S: Science, Shock, Solution’].
In een interview vertelt Smits waarom hij open access zo belangrijk vindt: ‘Open access stimuleert innovatie. Het direct vrijgeven van publicaties en data rond covid-19 bewijst dat: het heeft enorm geholpen om snel vaccins en behandelingen te ontwikkelen. Daarnaast hebben we bijvoorbeeld een verantwoordelijkheid richting ontwikkelingslanden, die een kenniseconomie moeten kunnen opbouwen.’
Inmiddels hebben elf nationale financieringsinstanties in Europa – onder wie de Nederlandse Organisatie voor Wetenschappelijk Onderzoek (NWO) - die gezamenlijk 7,6 miljard Euro aan onderzoekssubsidies per jaar uitgeven, Plan S ondertekend.

## Collegevoorzitter TU/e
Sinds mei 2019 is Smits voorzitter van het College van Bestuur van de Technische Universiteit Eindhoven, waar hij inzet op samenwerkingen van zijn universiteit met industriële partners. Hij zegt daarover: ‘Dat is goed voor onze onderzoekers en studenten, voor het bedrijfsleven, én voor de samenleving. Want dankzij die samenwerking, kan het onderzoek dat hier gedaan wordt, sneller naar de maatschappij gebracht worden.’
In 2023 werd hij herbenoemd voor een tweede termijn.
In mei 2024 tekende hij namens de TU/e een samenwerkingsovereenkomst met ASML. Het is een van de grootste industrie-academia-samenwerking ooit van de Eindhovense universiteit.
Smits zet verder in op de bundeling van krachten binnen het onderzoek op multidisciplinaire thema’s. Onder zijn leiding kwamen er instituten op gebied van Artificial Intelligence (EAISI), hernieuwbare energie (EIRES), en quantum en fotonica (Eindhoven Hendrik Casimir Instituut).